# Усола (Параньгинський район)
Усо́ла (рос. Усола, марій. Усола) — присілок (колишнє село) у складі Параньгинського району Марій Ел, Росія. Адміністративний центр Усолинського сільського поселення.

## Населення
Населення — 575 осіб (2010; 561 у 2002).
Національний склад (станом на 2002 рік):
- марі — 94 %